# Ciara Grant (Fußballspielerin, 1993)
Ciara Grant (* 11. Juni 1993 in Donegal) ist eine irische Fußballnationalspielerin.

## Karriere

### Vereine
Grant spielte für den irischen Verein Kilmacrennan Celtic, mit dem sie im Jahr 2009 den FAI Women’s Intermediate Cup gewinnen konnte. In der Saison 2012/13 lief sie für den irischen Erstligisten Raheny United auf, mit dem sie am Saisonende das Double aus Meisterschaft und Pokalsieg feiern konnte und in der folgenden Saison in der ersten Qualifikationsrunde zur UEFA Women’s Champions League antrat.
Nachdem sie sich eine Auszeit vom Fußball genommen hatte, um ihr Medizinstudium abzuschließen, kehrte sie 2020 mit Shelbourne in die Women’s National League zurück und kehrte schließlich in die irische Mannschaft zurück. Am 1. Juni 2022 unterzeichnete sie einen ab 1. Juli wirksamen Einjahresvertrag mit der Option auf ein weiteres Jahr beim schottischen Erstligisten Heart of Midlothian.

### Nationalmannschaft
Grant war Teil der irischen Nachwuchsnationalmannschaften in den Altersklassen U17 und U19. Mit der U17-Nationalmannschaft nahm sie an der vom 22. bis 26. Juni 2010 in der Schweiz ausgetragenen Europameisterschaft teil. Im Finale unterlag sie mit ihrer Mannschaft der U17-Nationalmannschaft Spaniens erst im  Elfmeterschießen mit 1:4.
Am 28. November 2012 debütierte sie für die A-Nationalmannschaft in einem Freundschaftsspiel gegen die US-amerikanische Nationalmannschaft und nahm mit dieser an den Turnieren um den Zypern-Cup 2013 und 2014 teil. Nach längerer Zeit ohne Einsatz hatte sie in der Qualifikation für die WM 2023 einen Kurzeinsatz am 30. November 2021 beim 11:0-Sieg über die Nationalmannschaft Georgiens. Die Irinnen qualifizierten sich mit einem 1:0-Sieg in den Play-Offs gegen die Nationalmannschaft Schottlands, in denen sie jedoch nicht eingesetzt wurde, für die Weltmeisterschaft 2023 und damit erstmals für ein großes Turnier. Am 28. Juni 2023 wurde sie für den finalen WM-Kader nominiert.

## Erfolge
Nationalmannschaft
- Finalist U17-Europameisterschaft 2010

Vereine
- Irischer Meister 2013, 2014 (mit Raheny United)
- Irischer Pokalsieger 2013, 2014 (mit Raheny United)
- Turniersieger FAI Women’s Intermediate Cup 2009 (mit Kilmacrennan Celtic)